# Ostratice
Ostratice (ungarisch Sándori) ist eine Gemeinde in der West-Mitte der Slowakei mit 779 Einwohnern (Stand 31. Dezember 2024), die zum Okres Partizánske, einem Teil des Trenčiansky kraj, gehört.

## Geographie
Die Gemeinde befindet sich am im Nordteil des Hügellands Nitrianska pahorkatina an der linksseitigen Flussaue der Bebrava. Das Ortszentrum liegt auf einer Höhe von 182 m n.m. und ist neun Kilometer von Partizánske entfernt.
Verwaltungstechnisch besteht die Gemeinde aus den Gemeindeteilen Malé Ostratice (ungarisch Kissándori – bis 1907 Kissztrice) und Veľké Ostratice (ungarisch Nagysándori – bis 1907 Nagysztrice). Der nach 1808 eingemeindete Ort Trebašovce ist heute kein Gemeindeteil mehr.
Nachbargemeinden sind Rybany im Norden, Pravotice im Nordosten, Nedašovce im Osten, Partizánske (Stadtteil Malé Bielice) im Südosten, Žabokreky nad Nitrou und Chynorany im Süden, Nadlice im Südwesten und Livina im Westen.

## Geschichte

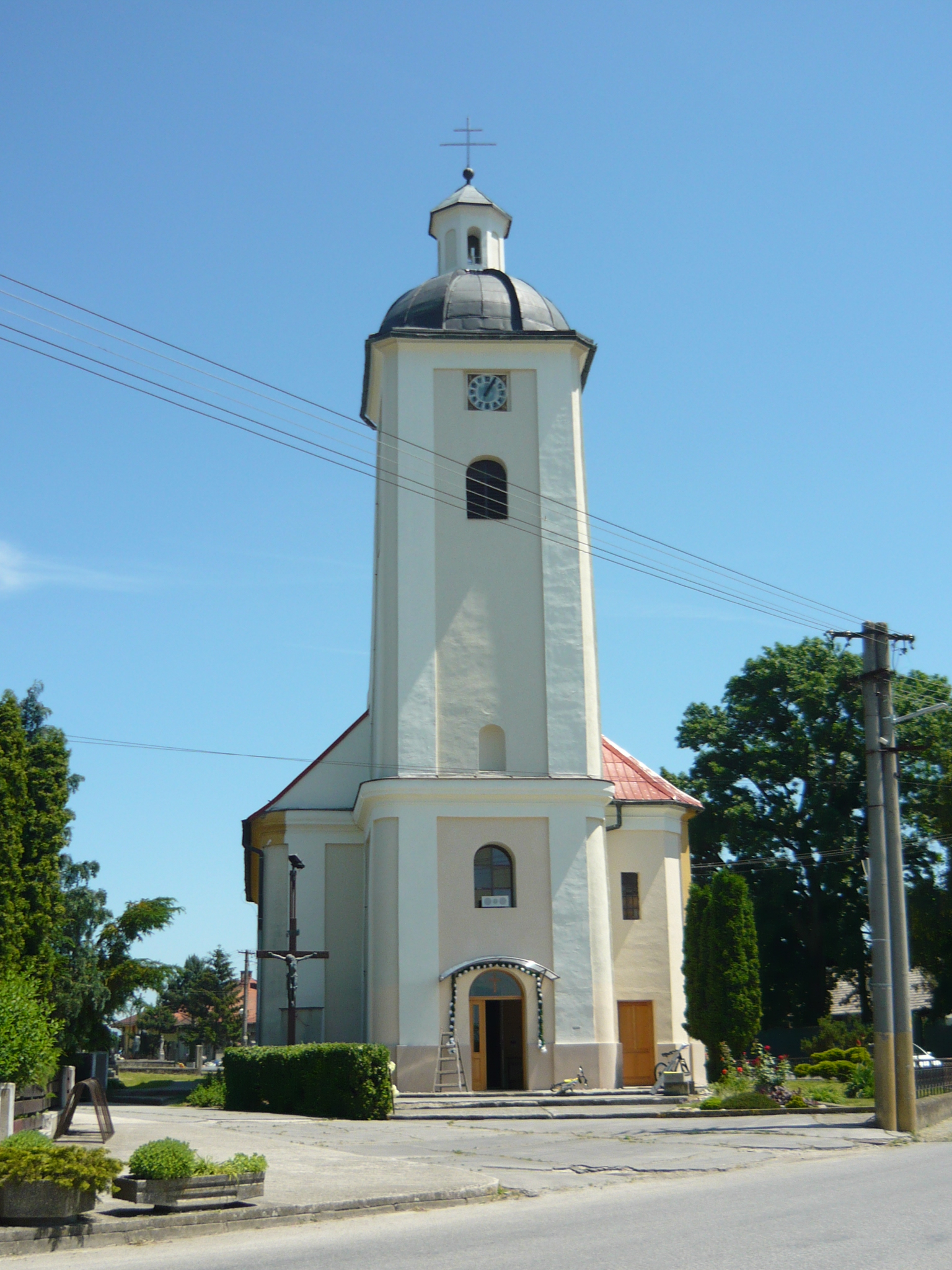
Kirche in Ostratice

Das Gemeindegebiet von Ostratice war in der Jungsteinzeit besiedelt, später gab es eine Siedlung der Lausitzer Kultur.
Der ursprüngliche Ort wurde ersturkundlich 1193 als Strece erwähnt, im Jahr 1338 hieß das Dorf Streche. Bis 1439 teilte sich die Gemeinde in zwei selbständige Orte, Veľké Ostratice und Malé Ostratice, die im genannten Jahr als Also Streche beziehungsweise Felse Streche bezeichnet wurden.
Veľké Ostratice war nach 1439 Besitz der Familien Ostratický, Pogány, Macskó, Giczy und Zsambokréthy. 1598 standen hier 27 Häuser, 1712 wohnten 12 Steuerpflichtige im Dorf. 1784 hatte die Ortschaft 21 Häuser, 36 Familien und 180 Einwohner, 1828 zählte man 15 Häuser und 236 Einwohner, die als Landwirte beschäftigt waren.
1598 standen 16 Häuser und eine Mühle in Malé Ostratice, 1720 wohnten hier sieben Steuerpflichtige. 1784 hatte die Ortschaft 40 Häuser, 62 Familien und 279 Einwohner, 1828 zählte man 36 Häuser und 362 Einwohner, die als Landwirte beschäftigt waren.
Bis 1918 gehörten beide im Komitat Neutra liegenden Orte zum Königreich Ungarn und kamen danach zur Tschechoslowakei beziehungsweise heute Slowakei. 1960 vereinigten sich Malé Ostratice und Veľké Ostratice zur Gemeinde Ostratice.

## Bevölkerung
| Jahr                | 1994 | 2004    | 2014    | 2024    |
| ------------------- | ---- | ------- | ------- | ------- |
| Anzahl der Personen | 758  | 802     | 837     | 779     |
| Unterschied         |      | +5,80 % | +4,36 % | −6,92 % |

| Jahr                | 2023 | 2024    |
| ------------------- | ---- | ------- |
| Anzahl der Personen | 790  | 779     |
| Unterschied         |      | −1,39 % |

Gemäß der Volkszählung 2011 wohnten in Ostratice 866 Einwohner, davon 834 Slowaken, jeweils zwei Polen und Tschechen und ein Deutscher. 27 Einwohner machten keine Angabe zur Ethnie.
761 Einwohner bekannten sich zur römisch-katholischen Kirche, sechs Einwohner zur Evangelischen Kirche A. B., jeweils fünf Einwohner zur apostolischen Kirche und zur Pfingstbewegung; zwei Einwohner bekannten sich zu einer anderen Konfession. 31 Einwohner waren konfessionslos und bei 56 Einwohnern wurde die Konfession nicht ermittelt.

## Bauwerke
- römisch-katholische Kirche im Barockstil aus dem Jahr 1737
- ursprünglich zwei Landschlösser mit gemeinsamem Hof in Malé Ostratice, eines im Renaissancestil im 16. Jahrhundert erbaut. Beide wurden gegen 1820 umgebaut und vereinigt.
- zwei Landsitze im klassizistischen Stil aus dem ersten Drittel des 19. Jahrhunderts

## Verkehr
In Ostratice gibt es eine Haltestelle an der Bahnstrecke Chynorany–Trenčín.

## Persönlichkeiten
Söhne und Töchter der Gemeinde:
- Anton Mária Vácval SDB (1908–2000), katholischer Priester, Jugendseelsorger, Historiker[5]